# 茨城県道22号北茨城大子線
茨城県道22号北茨城大子線（いばらきけんどう22ごう きたいばらき だいごせん）は、茨城県北茨城市から久慈郡大子町までを結ぶ県道（主要地方道）である。

## 概要
茨城県北部の山間部を東西に横断する長距離路線で、ほぼ全区間が過疎地域である。

### 路線データ
- 起点：北茨城市磯原町豊田（国道6号交点）
- 終点：久慈郡大子町袋田字仲野1445番の3（国道118号交点、袋田の滝入口交差点）[1]
- 総延長：48.752 km[2]
- 重用延長：7.068 km[2]
- 未供用延長：なし[2]
- 実延長：41.684 km[2]
- 自動車交通不能区間延長[注釈 1]：なし[2]

## 歴史
1972年（昭和47年）3月1日、前身にあたる里美磯原線（整理番号189）の一部（北茨城市中郷町松井 - 同市磯原町磯原）、下君田中郷停車場線（整理番号190）の一部（高萩市下君田 - 北茨城市中郷町松井）、徳田高萩線（整理番号373、久慈郡里美村大字徳田 - 高萩市下君田）を廃止・統合して、北茨城市を起点とし、久慈郡大子町の終点に至る区間を新たな主要地方道として、茨城県が路線認定した県道である。1995年（平成7年）に、茨城県道の路線再編が行われた際に、整理番号の変更が行われて整理番号22となり現在に至る。

### 年表
- 1972年（昭和47年）3月1日
  - 路線名を北茨城大子線（整理番号37）として県道路線認定[3]。
  - 北茨城市大字磯原 - 久慈郡大子町大字袋田の区間（延長56.020 km）を道路区域に決定、供用開始[4]。
  - 前身にあたる里見磯原線（北茨城市内野町字里見 - 同市磯原町、整理番号189）、下君田南中郷停車場線（高萩市大字下君田 - 北茨城市小野矢指町 南中郷停車場、整理番号190）、徳田高萩線（久慈郡里美村大字徳田 - 高萩市、整理番号373）を廃止[5]。
- 1976年（昭和51年）4月1日：久慈郡大子町大字小生瀬 - 同町大字袋田の日立大子線重用区間の旧道（5.127 km）が、北茨城大子線の単独区間に指定・供用開始[6]。
- 1988年（昭和63年）3月22日：
  - 高萩市大字下君田地内の狭隘な現道（1.094 km）を拡幅2車線化する区域決定[7]。
  - 北茨城市磯原町大字磯原（筑波銀行磯原支店前） - 同市磯原町大字木皿（常磐自動車道高架下）の付替道路（1.569 km）が開通[8]。
- 1989年（平成元年）3月23日：久慈郡大子町大字小生瀬 - 大字袋田の月居トンネルを通る旧道が指定解除され、大子町道へ降格[9]。
- 1989年（平成元年）6月15日：北茨城市磯原町大字磯原（筑波銀行磯原支店前） - 同市磯原町大字木皿（常磐自動車道高架下）の旧道区間（1.659 km）が指定解除され、北茨城市道へ降格[10]。
- 1989年（平成元年）9月14日：高萩市大字横川地内の現道を拡幅改良する区間（4.2 km）が決定[11]。
- 1993年（平成5年）5月11日 - 建設省から、県道北茨城大子線が北茨城大子線として主要地方道に指定される[12]。
- 1995年（平成7年）3月30日：整理番号37から現在の番号（整理番号22）に変更される[13]。
- 2000年（平成12年）4月1日：北茨城市磯原本町3丁目 - 北茨城市磯原町豊田の区間が、通行する車両の最大重量限度25トンの道路に指定される[14]。
- 2004年（平成16年）10月1日：高萩市大字横川の小山ダム本体建設工事に伴う付け替え道路が開通[15]。
- 2005年（平成17年）3月31日：常陸太田市里川町 - 同市徳田町（3.53 km）を道路改良2車線化する工事区域が決定[16]。
- 2008年（平成20年）10月30日：高萩市大字横川の旧道（4.446 km）が小山ダム建設の水没区域に係るため県道指定から除外される[17][注釈 3]。

## 路線状況

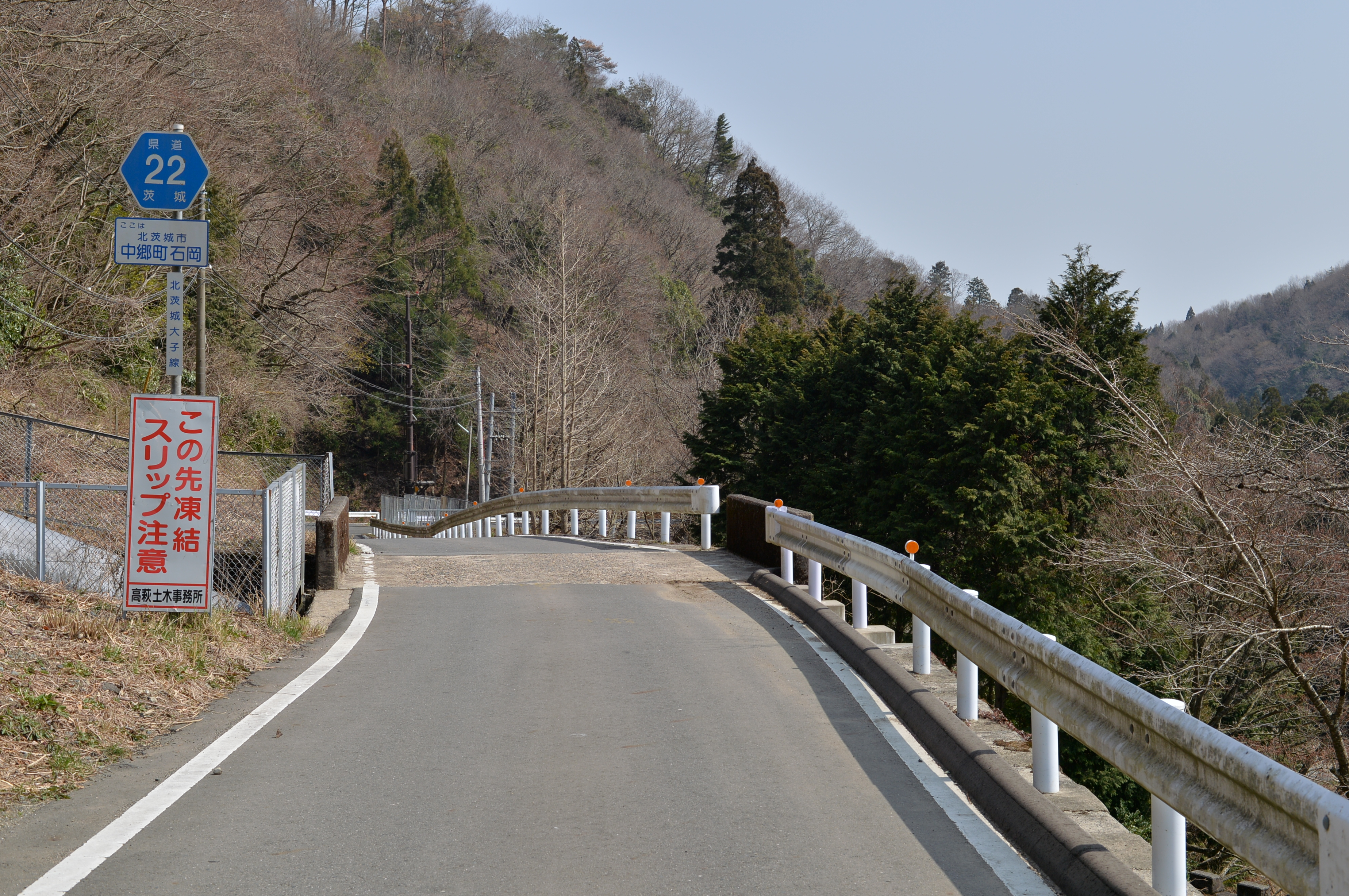
北茨城市中郷町石岡の大北渓谷沿いに延びる道路は、幅員狭小のうえ崖と谷が迫っている。（2015年3月）

道路法の規定に基づき、北茨城市磯原町本町（磯原町交差点） - 同市磯原豊田（主要地方道北茨城インター線交差）間および、常陸太田市小妻町（猪ノ鼻峠入口交差点） - 久慈郡大子町小生瀬（小生瀬十字路交差点）間は、緊急輸送道路として機能を維持するため、災害発生時の被害拡大防止を目的に道路用地内に電柱を建てることが制限されている。

### 東日本大震災の影響
東日本大震災による路肩崩壊や落石などにより、茨城県道10号日立いわき線との交点（北茨城市中郷町松井）から、高萩市の広域農道との交差点（高萩市横川）までの約6.5 kmが通行止めとなっていたが、治山工事が完了した事から2014年12月11日に通行止めが解除された。
2016年12月28日に発生した震度6弱の茨城県北部地震により再度通行規制が敷かれており、2018年10月時点で通行止めとなっていた。2019年1月現在、通行止めは解除されている。

### 重複区間
- 茨城県道10号日立いわき線（北茨城市磯原町木皿 - 中郷町松井）
- 国道349号（常陸太田市徳田町 - 小中町）
- 国道461号（久慈郡大子町小生瀬 - 久慈郡大子町袋田）[9]
- 茨城県道324号袋田停車場四度ノ滝線（久慈郡大子町袋田地内）

### 道路施設
- 磯原跨線橋（JR常磐線、北茨城市磯原本町 - 磯原町磯原）
- 磯馴橋（花園川、北茨城市磯原町磯原 - 磯原町豊田）

## 地理

### 通過する自治体
- 北茨城市
- 高萩市
- 常陸太田市
- 久慈郡大子町

### 交差する道路
- 国道6号（北茨城市磯原町、起点）

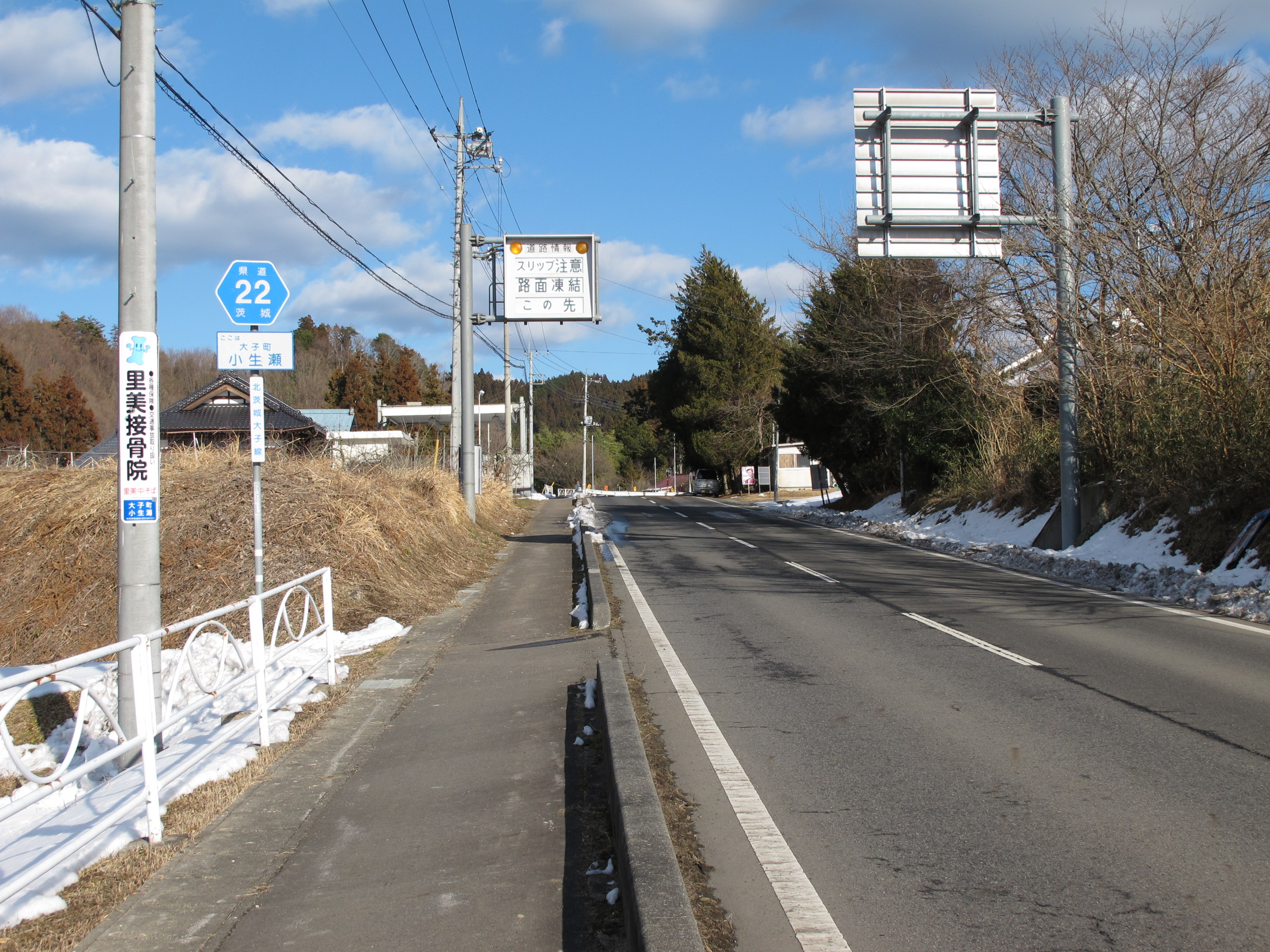
茨城県道22号北茨城大子線
大子町小生瀬（2013年1月）

- 茨城県道69号北茨城インター線（北茨城市磯原町豊田）
- 茨城県道10号日立いわき線・茨城県道299号里見南中郷停車場線（北茨城市磯原町木皿）
- 茨城県道10号日立いわき線（北茨城市中郷町松井）
- 茨城県道111号高萩塙線（高萩市下君田）
- 茨城県道227号上君田大能線（高萩市上君田）
- 国道349号（常陸太田市徳田町、小中町）
- 国道349号（常陸太田市小中町）
- 茨城県道195号下関河内小生瀬線（久慈郡大子町小生瀬）
- 国道461号・茨城県道33号常陸太田大子線（久慈郡大子町小生瀬・小生瀬十字路）
- 茨城県道324号袋田停車場四度ノ滝線（久慈郡大子町袋田）
- 国道118号（国道461号・茨城県道324号袋田停車場四度ノ滝線 重複）（袋田の滝入口交差点、終点）

### 沿線にある施設など
- JR 磯原駅（北茨城市磯原町本町）
- 石岡第一発電所（北茨城市中郷町石岡）
- 大北渓谷（北茨城市中郷町石岡）
- 小山ダム・こやま湖（高萩市横川）
- 里美牧場（常陸太田市里川町）
- 猪ノ鼻峠（常陸太田市・大子町境、440m）
- 奥久慈憩いの森（大子町高柴）